# Kontemplacija
Kontemplacija (lat. contemplatio, contemplari: motriti, promatrati, kon- + templum: hram) u prvom redu znači razmišljanje, promatranje, razmatranje, duboko poniranje mislima u što, misaoni proces koji nema potrebe za praktičnim ostvarenjem. Starogrčko podrijetlo izraza ('θεωρεω') znači »gledati neki prizor« ili religijski događaj.

## Kršćanstvo
Iz kršćanskoga motrišta kontemplacija se pravilno promatra unutar konteksta molitve koja se shvaća kao pokret ljudskoga srca u odgovoru na božansku inicijativu. Kršćanska kontemplativna osoba je ona koja živi s jednostavnom sviješću o Božjoj djelotvornoj prisutnosti u ljudskom životu, povijesti, svijetu i Crkvi.

## Budizam
U starijem budizmu svrha kontemplacije je stjecanje ispravna uvida u stvarno stanje ljudskoga bića, u nepostojanost svih stvari, uzroke patnje u vezanosti za prolazno, nepostojanje biti i trajnosti u bilo kojem objektu vezanosti, iluzornosti pojedinačne osobnosti itsl. U kasnijem budizmu uvid u suštinsku prazninu svega postojanja (šunjata), Budha prirodu, primordijalni um i viđenje stvari kakve jesu (dekonstrukcija konceptualnog verbalno-simboličnog metalnog filtriranja). U nekim ezoteričnim oblicima iako ostaju isti krajnji ciljevi postoje »koraci« u praksi koji uključuju kontemplacije raznih božanstava, jogističke prakse i slično. U budizmu čiste zemlje pak postoje religijsko-štovateljske prakse nalik teističkim religijama (mantra, molitva, pjevanje, kontemplacija deificiranih objekata štovanja i sl.)

## Hinduizam
Kako hinduizam nije uobičajena religija jedinstvenoga izvora već skup nekolicine doktrina labavo povezanih i međusobno vrlo različitih tradicija, tako je nemoguće govoriti o kontemplaciji općenito, nego samo o praksama pojedinih skupina unutar hinduizma.

## Vanjske poveznice

### Sestrinski projekti
|  | Wječnik ima rječničku natuknicu kontemplacija |

### Mrežna sjedišta
- kontemplacija u Proleksis enciklopediji